# Michajlovka (dacia)
La dacia Michajlovka (in russo Михайловская дача?, Michajlovskaja dača) è una tenuta nobiliare (in russo усадьба?, usad'ba) che si trova nel complesso di Petergof a San Pietroburgo.